# Усадка металів

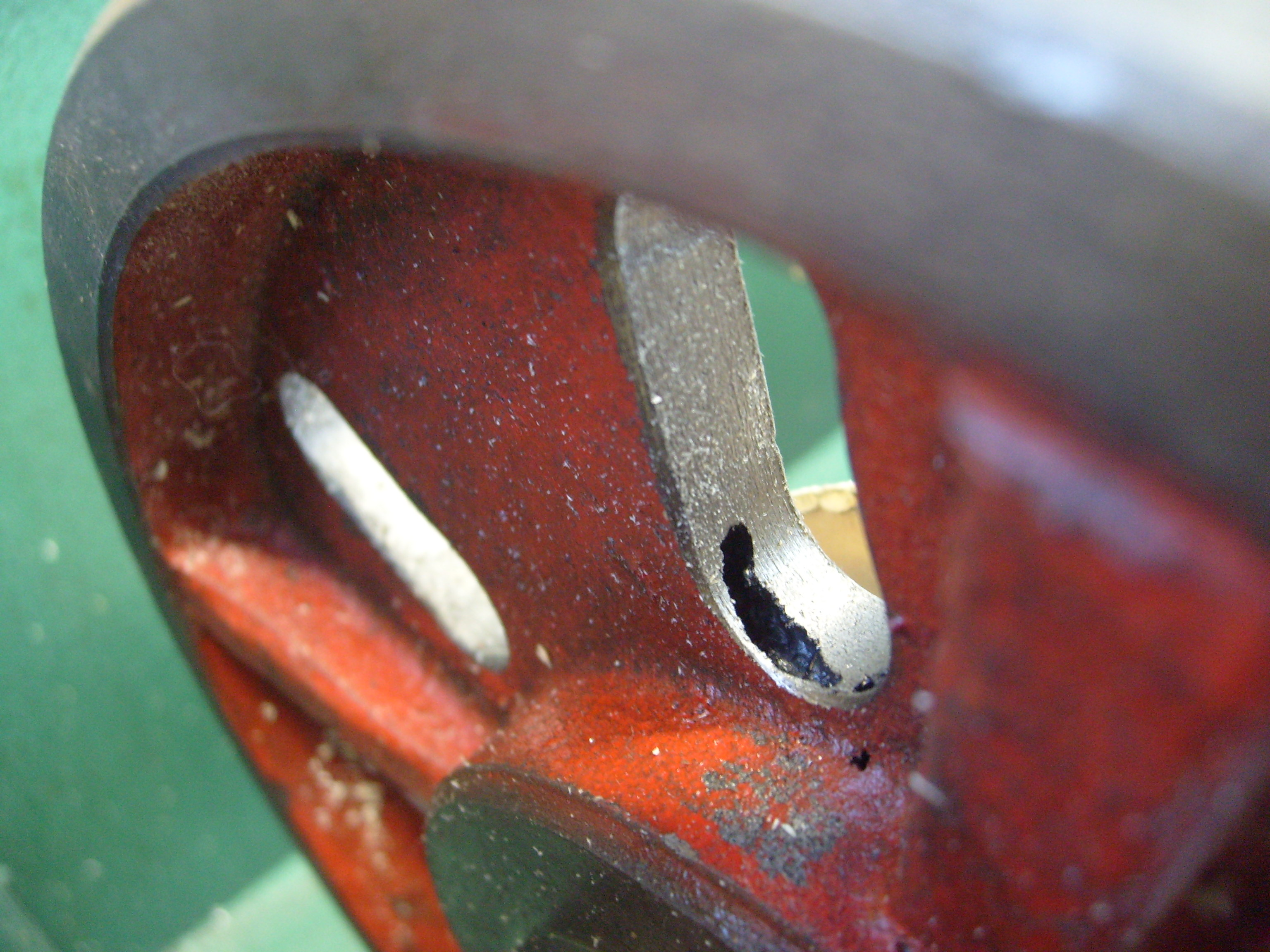
Внутрішня усадкова раковина

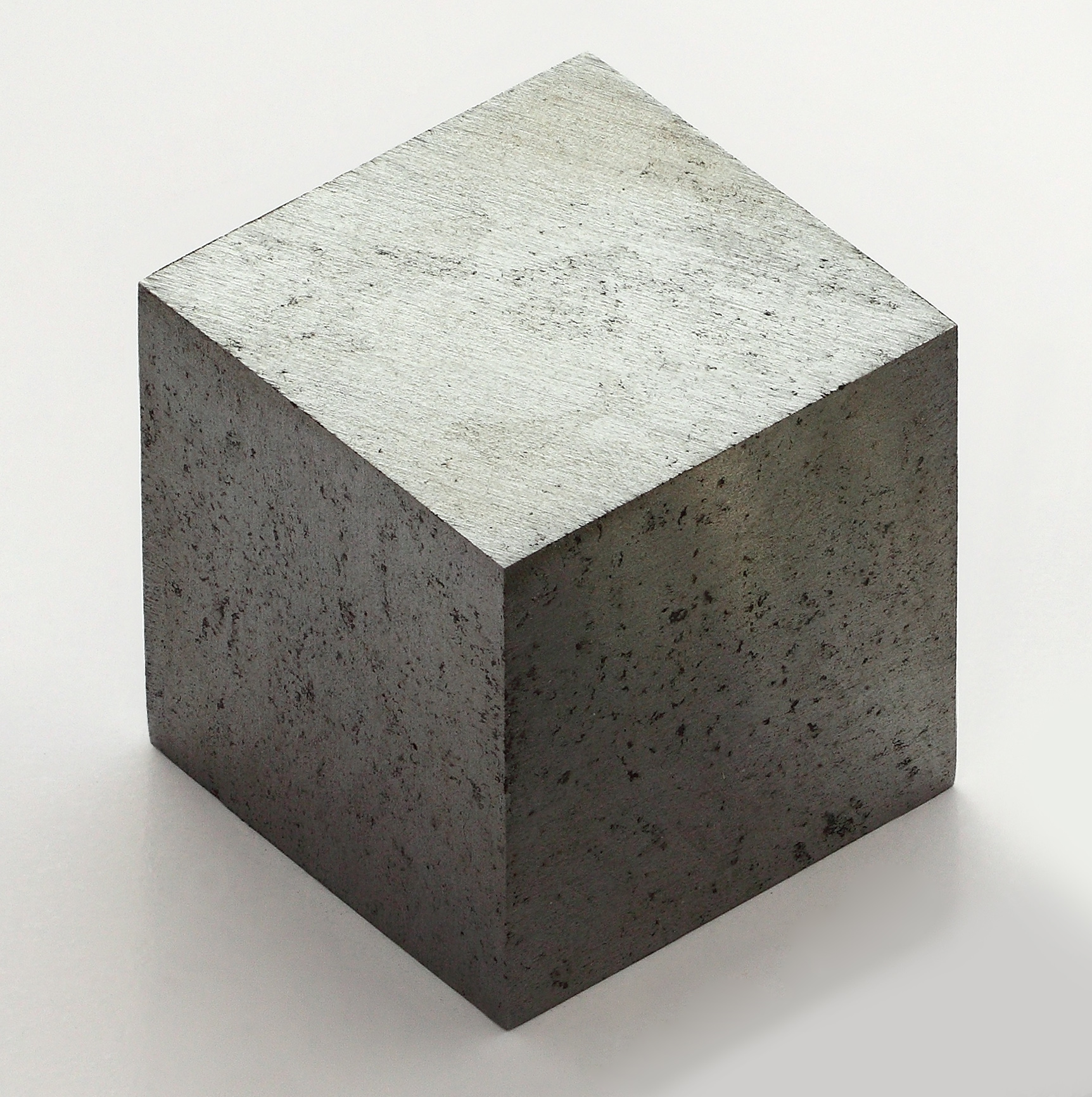
Усадкова пористість металу

Уса́дка мета́лів (спла́вів) — зменшення об'єму та лінійних розмірів виливка в процесі його формування, а також охолодження від температури лиття до температури навколишнього середовища.
Усадка є одним з основних показників, що характеризують ливарні властивості металів (сплавів), оскільки є причиною утворення усадочних раковин, пористості, появи внутрішніх напружень тощо. Її враховують при розробленні технологічних процесів ливарного виробництва та оснастки для лиття. Відносні числові характеристики зміни розмірів металевих виробів при кристалізації та охолодженні називаються коефіцієнтами усадки. Усадка металів у рідкому стані характеризується зазвичай об'ємними одиницями, у твердому стані — лінійними.

## Характеристики усадки

### Лінійна усадка
Лінійна усадка (англ. shrinkage) — різниця між розмірами моделі та отриманого за цією моделлю виливка (при використанні одноразових ливарних форм) або різниця між розмірами робочої порожнини в багаторазовій ливарній формі і отриманого у цій формі виливка. Лінійна усадка вимірюється долями або в процентах від вказаних розмірів або у вигляді різниці розмірів виливка у порівнянні з розмірами моделі чи порожнини ливарної форми.
Основна причина лінійної усадки полягає в термічному стисненні виливка при його охолодженні до кімнатної температури. Лінійна усадка починається при температурі, вищій за солідус сплаву, коли утвориться достатня кількість твердої фази для формування твердого каркаса виливка. Цю температуру називають температурою початку лінійної усадки. Подальше скорочення розмірів при охолодженні виливка визначається температурним коефіцієнтом лінійного розширення, який зазвичай, складає третину від температурного коефіцієнта об'ємного розширення.
Підвищення величини лінійної усадки пов'язане з термічними напруженнями, що виникають при охолодженні. Величина лінійної усадки сплавів становить від 2…2,5% (сталі, титанові сплави) до 1,0% (сірі чавуни). Лінійна усадка сплавів кольорових металів на основі Al, Cu, Mg, Zn становить 0,8…1,8%.

### Ливарна усадка
У виливках, зазвичай, виникає утруднена лінійна (або ливарна) усадка, величина якої є меншою від вільної лінійної, через виникнення пластичних деформацій, викликаних внутрішніми напруженнями, спричиненими усадкою. Ливарна усадка залежить не лише від властивостей і стану сплаву, але також від конструкції і форми виливка, від технологічних умов лиття та інших факторів.

### Об'ємна усадка
Об'ємна (кубічна) усадка (англ. volume shrinkage) — зменшення об'єму металу або сплаву при переході з рідкого стану у твердий, а також внаслідок термічного стиснення при охолодженні до температури початку лінійної усадки. Об'ємна усадка проявляється у виливках у вигляді усадкових раковин та/чи усадкової пористості.
Величина об'ємної усадки становить в середньому до 5…7% від об'єму виливка, при цьому основний внесок в цю величину вносить зменшення об'єму сплаву в процесі кристалізації. Є випадки, коли в металі при кристалізації. відбувається не зменшення, а збільшення об'єму, тобто замість усадки спостерігається «ріст», що супроводжується витискування розплаву на поверхню. З цієї причини у виливках з алюмінієвих сплавів з великим (> 20%) вмістом кремнію (елемента, що кристалізується із збільшенням об'єму) спостерігається дуже мала об'ємна усадка. У виливках із сірого чавуну практично не спостерігаються ні усадкові раковини ні усадкова пористість, оскільки при кристалізації сірих чавунів графіт, що виділяється через малу густину компенсує зменшення об'єму у процесі кристалізації металевої матриці (аустеніту).

## Наслідки усадки
Загальне зменшення об'єму сплаву в процесі усадки виливка викликає появу внутрішніх напружень, зовнішню усадку, утворення усадочних раковин та пористості.
Внутрішні напруження є наслідком переміщень частинок металу при заповненні порожнини форми. При цьому, якщо суміжні частини виливка мають суттєво різні розміри поперечних перерізів або зазнають нерівномірного охолодження, то під впливом їх взаємодії тонкі і стужавілі частини можуть бути відірваними від товстих частин, що твердіють пізніше. Якщо внутрішні напруження, які виникають при твердінні, є не настільки значними, щоб довести виливок до повного руйнування, то вони можуть викликати місцеві тріщини або спричиняти жолоблення виливка.
Зовнішня усадка — зміна зовнішніх розмірів і об'єму.
Усадкова раковина — порожнина в тілі виливка або ливарному додатку, яка утворюється внаслідок некомпенсованої об'ємної усадки при твердінні.
Розрізняють внутрішні раковини, які утворюються зазвичай в теплових вузлах, і зовнішню раковину, яка може бути відкритою або закритою (тобто під кіркою металу). Розмір усадкової раковини залежить від усадочних властивостей сплаву, технологічних умов лиття і умов формування виливка.
Усадкові раковини виникають, у тих випадках, коли сплав, з якого отримують виливок, має нульовий або малий інтервал кристалізації (< 10…20 °С), незалежно від умов твердіння виливка. Якщо сплав має значний інтервал кристалізації, об'ємна усадка у виливку проявляється частково у вигляді раковини, частково у вигляді пористості.
Усадкова пористість — скупчення дрібних пустот, які виникають в ізольованих мікрооб'ємах виливка (зазвичай в міжосьових проміжках дендритів) за умови відсутності підживлення рідким розплавом. Розрізняють розсіяну пористість, розподілену відносно рівномірно по всьому об'єму виливка, і зональну пористість, зосереджену в осьових частинах, в теплових вузлах та інших частинах виливка.
Формування пористості при твердінні виливка відбувається паралельно з процесом виділення газів, що заповнюють пори та можуть створювати в них значний тиск.

## Визначення схильності до усадки
Розвиток усадкових дефектів та їх розподіл у виливку залежать від комплексної дії факторів, що обумовлюють усадкові властивості сплаву, а також теплових та кінетичних умов формування виливка.
Схильність чавунів і сталей до утворення усадкових дефектів (раковин і пористості) визначається на технологічних пробах — невеликих виливках, у формі зрізаного конуса або кулі. Конфігурація і розміри проб стандартами не регламентуються.
Лінійна усадка кольорових металів і сплавів визначається за ГОСТ 16817 — 71 відливанням проби в суху піщану або металеву (напівкокільну) форми. Проба має форму призми з перерізом 25×25 мм і завдовжки 130 мм із заглибинами з обох торців. В результаті усадки при твердінні зразок переміщає рухому частину форми. Величина переміщення вимірюється індикатором годинникового типу.

## Вплив технологічних факторів на усадку
Перегрівання сплаву перед заливанням впливає на всі види усадки внаслідок збільшення різниці об'ємів рідкого і твердого металів і зміни кінетики росту первинних утворень дендритів. Зазвичай відзначають збільшення об'єму усадочної раковини при одночасному зростанні пористості і зернистості (в цьому полягає одна з причин, які змушують обмежувати ступінь перегрівання металу перед заливанням у форму).
Швидкість охолодження виливка змінює його кристалічну будову — форму, розміри та розгалуженість дендритів, а також розмір структурних складових. Внаслідок цього із збільшенням швидкості охолодження зростає щільність сплаву, збільшується об'єм усадочної раковини (за рахунок скорочення пористості), дещо зростає лінійна усадка. Велике значення має також спрямованість затвердіння виливка. При правильній побудові цього процесу практично всі усадочні зміни об'єму можуть бути зведені до зовнішньої усадки або усадочної раковини, виведеної у ливарний додаток виливка.
Зовнішній тиск при подачі розплаву у форму суттєво впливає на перерозподіл, усадкових раковин і пор. Кристалізація при підвищеному тиску використовується як технологічний прийом для зниження пористості і підвищення щільності та однорідності виливків; зовнішня усадка при цьому дещо зростає.
Газонасиченість металу зазвичай приводить до різкого збільшення пористості при одночасному зменшенні розмірів усадкової раковини. Зменшується також лінійна усадка. Підвищений газовміст різко погіршує властивості металу і виливка.

## Зменшення усадки та її наслідків

### Конструкторсько-технологічні підходи
Основні заходи для зменшення величини усадки, що ґрунтуються на конструктивних рішеннях:
- забезпечення якомога менших перепадів величин поперечних перерізів виливка та уникнення переходів від товстих частин до тонких;
- штучне охолодження частин виливка, що повільно остигають, і навпаки, сповільнення охолодження зон, які швидко остигають використанням додаткової теплоізоляції;
- видалення тих частин одноразової форми, що протидіють вільній усадці металу, наприклад стержнів, що можуть при остиганні металу викликати його розтріскування;
- виливання складних виробів із значним перепадом розмірів по частинах з наступним скріпленням їх в одне ціле;
- підбір таких сортів металу, які відрізняються найменшою схильністю до усадки.

Проблема боротьби з усадковими раковинами вирішується уведенням у виливка ливарного додатка, що «бере на себе» утворення усадкової раковини і, який при подальшій обробці виливка видаляється.

### Вплив хімічного складу ливарних сплавів
У чавунах характерною ознакою здатності до усадки є колір зламу, котрий свідчить у якому вигляді перебуває у ньому вуглець: цементиту (білі і дзеркальні чавуни) чи графіту (сірі чавуни). Найбільшу усадку спричиняють перші, найменшу — другі. При цьому вплив графіту проявляється сильніше, ніж вплив цементиту. Збільшує схильність чавунів до усадки наявність у них марганцю.
Для лиття переважно використовують доевтектоїдні вуглецеві сталі з вмістом 0,1…0,6% вуглецю і леговані сталі з марганцем, кремнієм, нікелем, хромом, міддю, ванадієм, вольфрамом, молібденом, титаном.

### Технологічні фактори впливу на усадку
Крім хімічного складу, на величину усадки впливають і інші обставини технологічного характеру, а саме: усадці часто передує розширення металу, що кристалізується, результатом якого є зменшення усадки. Значний вплив на усадку робить температура чавуну на момент заливання форми: чим вища температура, тим більшою буде усадка. Вплив на ступінь усадки роблять також ті обставини, при яких охолоджується чавунний виливок, оскільки цим обумовлюється ступінь виділення графіту. Повільне остигання чавунів через це сприяє зменшенню усадки.
Впливають на усадку і самі форми, у які виливається розплавлений метал: розсипчасті піщані форми, зазнаючи розширення під напором струменя розплаву, що вливається в них, збільшують початковий об'єм металу, а тому зменшують усадку. Такий же вплив, але більшою мірою, проявляється при литті у металеві форми.